# 墓参り
| ウィキペディアには「墓参り」という見出しの百科事典記事はありません（タイトルに「墓参り」を含むページの一覧/「墓参り」で始まるページの一覧）。 代わりにウィクショナリーのページ「墓参り」が役に立つかもしれません。 |